# Gerhard Kofler
Gerhard Kofler (* 11. Februar 1949 in Bozen; † 2. November 2005 in Wien) war ein Schriftsteller aus Südtirol. Er schrieb Lyrik und Essays auf Italienisch und Deutsch.

## Leben
Kofler wuchs zweisprachig in Bozen und Brixen auf, studierte Germanistik und Romanistik in Innsbruck und Salzburg und lebte als Schriftsteller und Literaturkritiker sowie als Generalsekretär der Grazer Autorenversammlung in Wien. Er liebe Wien, sagte er in einem Interview, aber er liebe Wien „als ein Italiener“.
Zahlreiche Publikationen, unter anderem die umfangreichen Gedichtsammlungen Poesie von Meer und Erde im Jahr 2000 sowie Poesie von Meer, Erde und Himmel - Poesie di mare, terra e cielo 2003. Posthum erschienen 2007 das ausschließlich auf Italienisch verfasste Notizbuch über New York aus der Entfernung mit deutscher Übersetzung von Leopold Federmair sowie Gedichte und eine Trilogie aus dem Nachlass, 2019 frühe Gedichte in Deutsch, Italienisch und Südtiroler Mundart.
Gerhard Kofler übersetzte Gedichte u. a. von H.C. Artmann, Gerald Bisinger, Ernst Jandl, Friederike Mayröcker und Gerhard Rühm ins Italienische. Aus dem Italienischen übersetzte Kofler u. a. Umberto Saba, Aldo Palazzeschi und Domenico Starnone.
Seine Gedichte wurden ins Englische, Spanische, Russische, Griechische, Slowakische, Ungarische, Slowenische, Rumänische, Litauische, Makedonische, Bulgarische, Niederländische und Arabische übersetzt.
Am 2. November 2005 verstarb Gerhard Kofler in Wien an Krebs und erhielt als letzte Ruhestätte ein ehrenhalber von der Stadt Wien gewidmetes Grab auf dem Ottakringer Friedhof (Gruppe 2, Reihe 7, Nummer 1 A).
Gerhard Koflers Werk wurde gewürdigt als das eines „vielleicht zu ruhigen Sprachkünstler[s], der in der Südtiroler Literaturgeschichtsschreibung zwischen Kaser’schem Furor und Zoderer’scher Fremdheitserforschung gern übersehen wird“. Anlässlich des Symposiums la memoria delle onde / das gedächtnis der wellen. Il poeta e l'opera. Simposio Gerhard Kofler (1949-2005) in Bozen 2006 hieß es: „Die Besonderheit des großen Dichters Gerhard Kofler besteht vor allem darin, daß er seine Lyrik in zwei Sprachen verfaßt hat; dies nicht vordergründig, um sie einem größeren Publikum zugänglich zu machen, sondern weil sich die Klang- und Bedeutungsmöglichkeiten der Wörter in zwei Sprachen um ein Vielfaches vergrößern, sich gleichsam in diesem Wechselspiel zwischen der italienischen und der deutschen Fassung erst richtig entfalten können. Gerhard Kofler, der 1949 in Bozen geboren ist, den die bikulturelle Herkunft literarisch auf unvergleichliche Weise geprägt hat, sah in seinem Schreiben un regalo per tutta la vita. Obschon die italienische Sprache seine erwählte Sprache und das italienische Gedicht immer das überlegene war, weil es zuerst entstand, wollte er die Bevorzugung des Italienischen nicht als einen politischen, sondern als einen poetischen Akt, nicht als Rebellion, sondern als Passion verstanden wissen.“

## Werke
- Südtiroler Extravaganzen. Gedichte, Wien 1981
- Neue Südtiroler Extravaganzen. Gedichte 1982–1984, Frischfleisch & Löwenmaul, Wien, Südtiroler Autorenvereinigung, Bozen 1984.
- Die Rückseite der Geographie. Gedichte in Italienisch, Deutsch und Südtiroler Mundart, Wien/Bozen 1988
- Mexcaltitán. Gedichte in Spanisch und Deutsch, Wien 1989
- Piccole Tazze / Kleine Tassen. Poesie in Grecia / Gedichte in Griechenland, Wien 1992
- Poesie da calendario / Am Rand der Tage, Innsbruck 1996
- Il posto esposto / Der ausgesetzte Platz, Innsbruck, 1997
- L'orologica dei versi / Die Uhrwerklogik der Verse. 133 poesie - 133 Gedichte, Innsbruck 1999
- Trilogia del calendario / Trilogie des Kalenders, Innsbruck 1999 (obige 3 Werke in einem Schuber mit CD)
- Poesie di mare e terra / Poesie von Meer und Erde. Gedichte Italienisch - Deutsch, Klagenfurt 2000
- Poesie di mare, terra e cielo / Poesie von Meer, Erde und Himmel. Gedichte Italienisch - Deutsch, Klagenfurt 2003
- Soliloquio d'autunno / Selbstgespräch im Herbst. Gedichte Italienisch - Deutsch, Innsbruck 2005
- Taccuino delle ninfee / Notizbuch der Wasserrosen. Ansichten. Einsichten, Klagenfurt 2005
- Europa erlesen. Südtirol, Hrsg. Gerhard Kofler, Ludwig Paulmichl, Eva-Maria Widmair, Klagenfurt 2005
- Trilogia nuova antica / Trilogie neu antik, Innsbruck 2006
- Taccuino su Nuova York a distanza / Notizbuch über New York aus der Entfernung. Prosa in Italienisch, deutsche Übersetzung von Leopold Federmair, Klagenfurt 2007
- Gedichte aus dem Nachlass. In: Filadressa. Raetia-Verlag. Bozen 2009
- Das Universum der kostbaren Minuten. L'universo dei minuti preziosi. Hg. Furio Brugnolo, Hans Drumbl, Innsbruck 2013 (Das Gedächtnis der Wellen 1 / La memoria delle onde 1). ISBN 978-3-7099-7087-4
- Trilogie der Situationen an Orten / Trilogia di situazioni sui luoghi. Innsbruck 2015 (Das Gedächtnis der Wellen 2 / La memoria delle onde 2). ISBN 978-3-7099-7089-8
- Meeressammlungen. Collezioni marine. Innsbruck 2015 (Das Gedächtnis der Wellen 3 / La memoria delle onde 3). ISBN 978-3-7099-7090-4
- in fließenden übergängen / ín vasi comunicanti. Frühe Gedichte in Deutsch, Italienisch und Südtiroler Mundart / Poesie giovanili in tedesco, italiano e dialetto sudtirolese. Hg. und mit einem Nachwort von Maria Piok und Christine Riccabona, Innsbruck 2019. ISBN 978-3-7099-3459-3